# Морис Лару
Морис Лару (фр. Maurice Larrouy; Тулуза, 4. децембар 1872) је бивши француски стрелац, који је учествовао у репрезентацији Француске на Летњим олимпијским играма 1900. у Паризу.
Лару је учествовао у дисцилини пиштољ брза паљба са 25 метара и освојио је прво место и златну олимпијску медаљу.